# Junior Delgado
Oscar Hibbert (25 de agosto de 1958 - 11 de abril de 2005), más conocido como Junior Delgado, fue un cantante reggae famoso por su estilo roots.

## Biografía
Originario de Kingston, Jamaica, grabó con el grupo Time Unlimited a principios de los años 1970, antes de que Lee "Scratch" Perry produjera sus grabaciones como solista. Su debut como solista con el disco Taste of the Young Heart aparece en 1978 y con él su estilo vocal conocido como raw moan (gemido crudo)
Creó su propio sello musical Incredible Jux, y comienza a visitar frecuentemente Reino Unido. En 1985 crea controversia con la salida de su disco Broadwater Farm, donde predice un auge de la violencia en las barriadas del norte de Londres; las revueltas comienzan, culminan con el asesinato del socio PC Keith Blakelock y el sello se disuelve.
Sigue sacando música regularmente y en 1998 aparece su álbum Fearless, presentando a Maxi Jazz, de los Faithless y Jerry Dammers de los Specials.
Junior Delgado muere el 11 de abril de 2005 en el sur de Londres. Su representante aseguró que su muerte fue inesperada, pero se cree que tuvo causas naturales.
Fue el sobrino de Lennie Hibbert, vibrafonista y líder de la banda Alpha Boys School.

## Discografía
- 1978 Dance a Dub (lanzamiento del artista bajo el nombre Incredible Jux)
- 1979 Effort (relanzado como Sisters and Brothers)
- 1979 Taste of the Young Heart
- 1981 More She Love It
- 1982 Bush Master Revolution
- 1984 Classics
- 1986 Moving down the Road
- 1986 Raggamuffin Year
- 1986 Stranger
- 1988 One Step More
- 1991 20 Classic Hits
- 1998 Fearless
- 1998 Hypocrites
- 1999 Reasons
- 2003 Original Guerilla Music
- 2005 Sons of Slaves
- 2005 Invisible Music
- 2009 Hot Stepping